# Limanul Nistrului

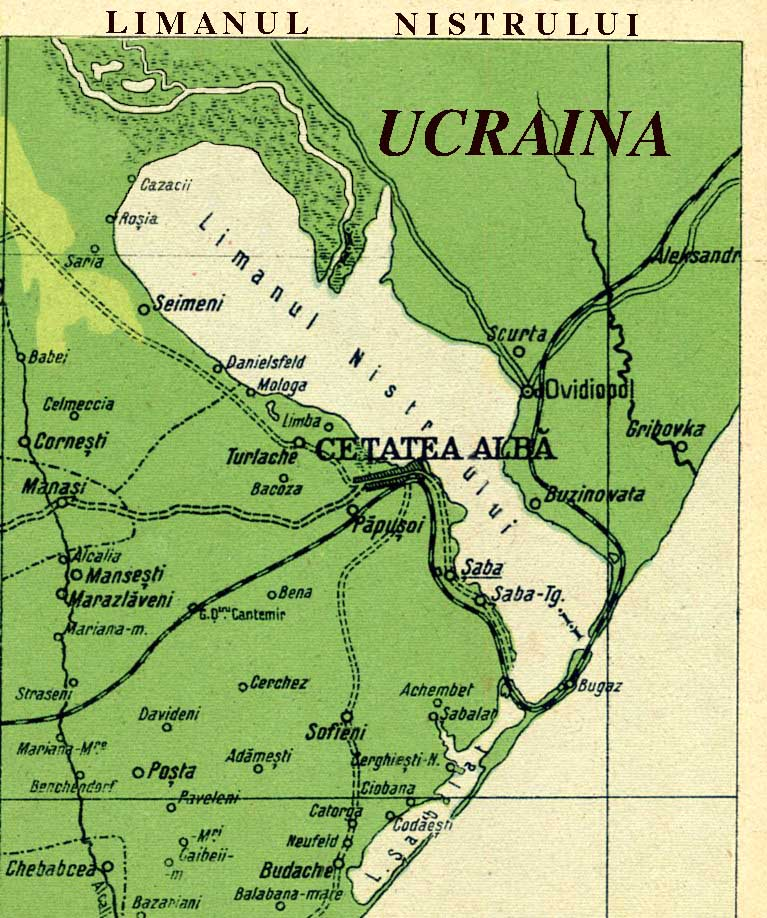
Limanul Nistrului pe o hartă din 1927.

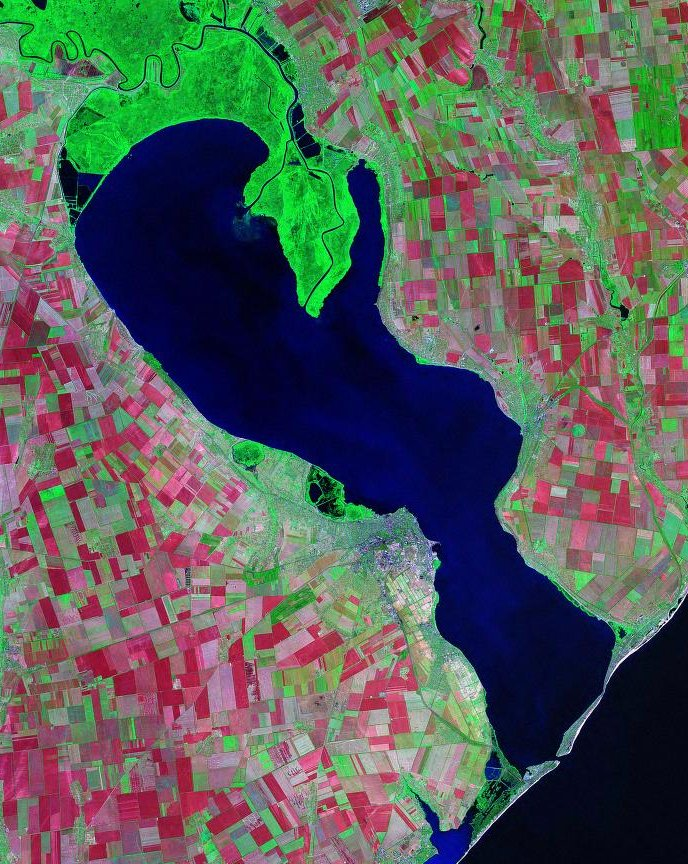
Limanul văzut din satelit.

Limanul Nistrului este o lagună în nord-vestul Mării Negre, la vărsarea fluviului Nistru în mare, fiind astfel un liman maritim. Are o suprafață de 360 km² și adîncimea maximală de 3 m. Volumul apei este de 0,54 km³ (apele limanului fiind puțin sărate). A fost foarte bogat în resurse piscicole. 
Legătura cu Marea Neagră o face prin intermediul strîmtorii Țarigradului. Pe malul limanului Nistrului se află orașele Cetatea Albă și Ovidiopol.